# Mondlandung

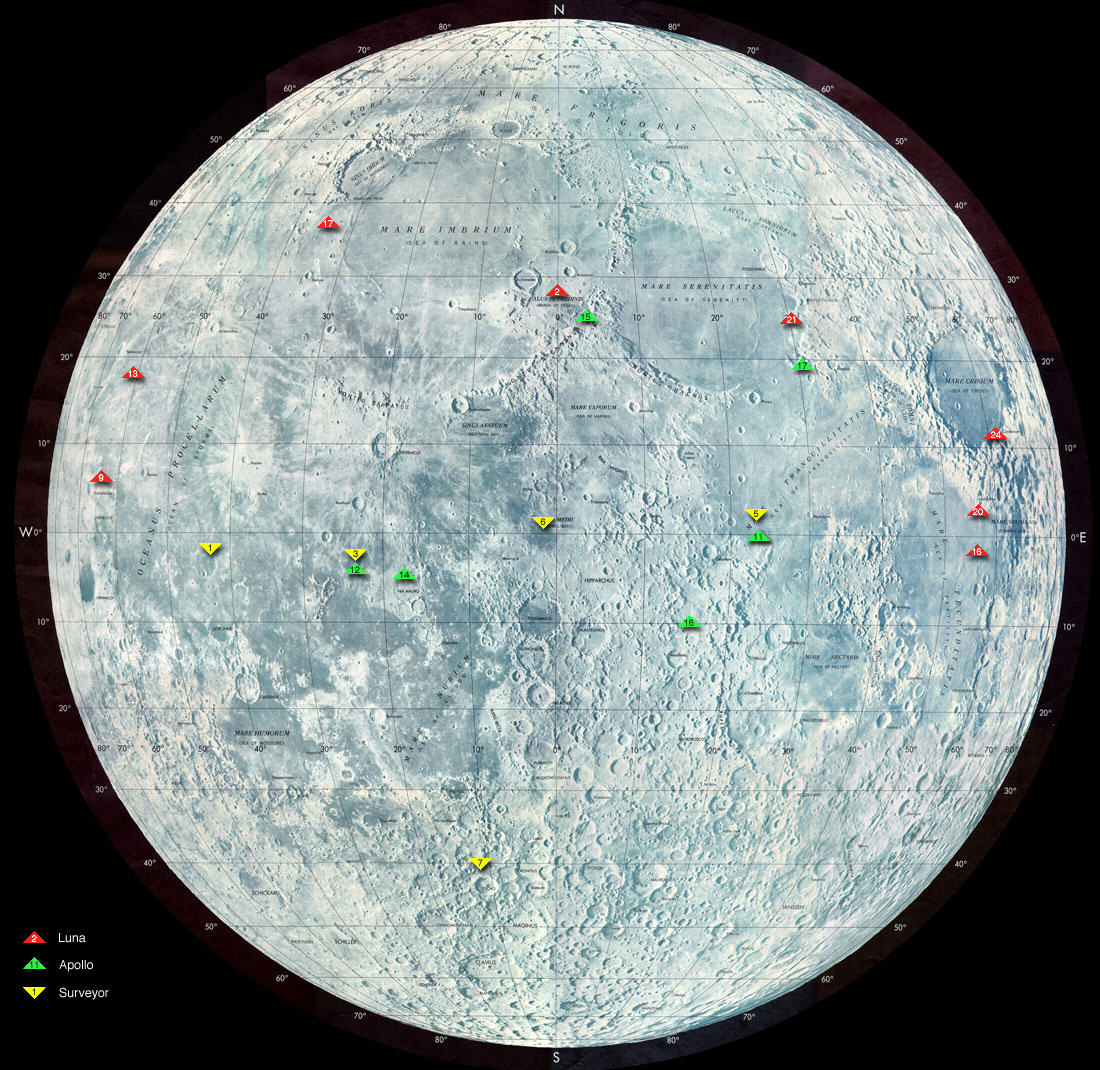
Übersichtskarte der Surveyor-, Apollo- und Luna-Mondlandungen

Der Begriff Mondlandung bezeichnet im Rahmen der Raumfahrt eine kontrollierte Landung eines von Menschen hergestellten Flugkörpers (Lander) auf dem Erdtrabanten Mond. Am häufigsten wird der Begriff für die erste bemannte Mondlandung am 20. Juli 1969 von Apollo 11 verwendet.

## Geschichte
In den 1950er und 1960er Jahren kam es zwischen den USA und der Sowjetunion zum sogenannten Wettlauf ins All.
Der erste von Menschen konstruierte Raumflugkörper auf dem Mond war die sowjetische Sonde Lunik 2, die am 13. September 1959 gezielt auf dem Mond aufschlug. Der US-amerikanische Flugkörper Ranger 4 stürzte nach einem Kontaktabbruch am 26. April 1962 auf der Rückseite des Mondes ab. Die Raumsonden Ranger 7, 8 und 9 konnten 1964 und 1965 vor ihrem Aufschlag (planmäßig harte Landungen) jeweils Tausende von Bildern zur Erde übertragen. Am 3. Februar 1966 landete die sowjetische Luna 9 als erster Flugkörper weich auf dem Mond, und mit Surveyor 1 am 2. Juni 1966 auch erstmals eine US-amerikanische Sonde.
Die erste bemannte Flugmission zum Mond (ohne Landung auf dem Trabanten) war Apollo 8 im Dezember 1968. Frank Borman, William Anders und James („Jim“) Lovell umkreisten den Mond 10 mal und waren die ersten Menschen, die mit eigenen Augen die Rückseite des Mondes sahen. Am 21. Juli 1969 um 3:56 Uhr MEZ betraten im Zuge der Mission Apollo 11 die ersten Menschen den Mond, Neil Armstrong und Buzz Aldrin. In den folgenden drei Jahren fanden fünf weitere bemannte Mondlandungen des Apollo-Programms statt.
Vermutlich versuchte die Sowjetunion, noch vor Apollo 11 Mondgestein zur Erde zu bringen. Dies gelang allerdings erst mit der am 20. September 1970 gelandeten Sonde Luna 16. Das geplante sowjetische bemannte Mondprogramm wurde nicht verwirklicht.
Als dritter Nation gelang der Volksrepublik China eine weiche Mondlandung; die chinesische Sonde Chang’e-3 setzte am 14. Dezember 2013 auf dem Mond auf. Am 3. Januar 2019 landete mit Chang'e-4 erstmals eine Sonde weich auf der Mondrückseite. Mit Chang’e 5 brachte die Volksrepublik China im Dezember 2020 auch als drittes Land Bodenproben vom Mond auf die Erde.
Der jeweils erste Landeversuch der indischen Raumfahrtbehörde ISRO und eines israelischen Privatprojekts schlug fehl, die beiden Sonden Chandrayaan-2 und Beresheet zerschellten im Jahr 2019 auf der Mondoberfläche. Im zweiten Versuch war Indien dann erfolgreich, Chandrayaan-3 landete am 23. August 2023 weich im südlichen Bereich der Mondvorderseite. Als fünftem Land gelang Japan am 19. Januar 2024 eine Mondlandung mit dem Smart Lander for Investigating Moon (SLIM).

## Liste der Menschen auf dem Mond

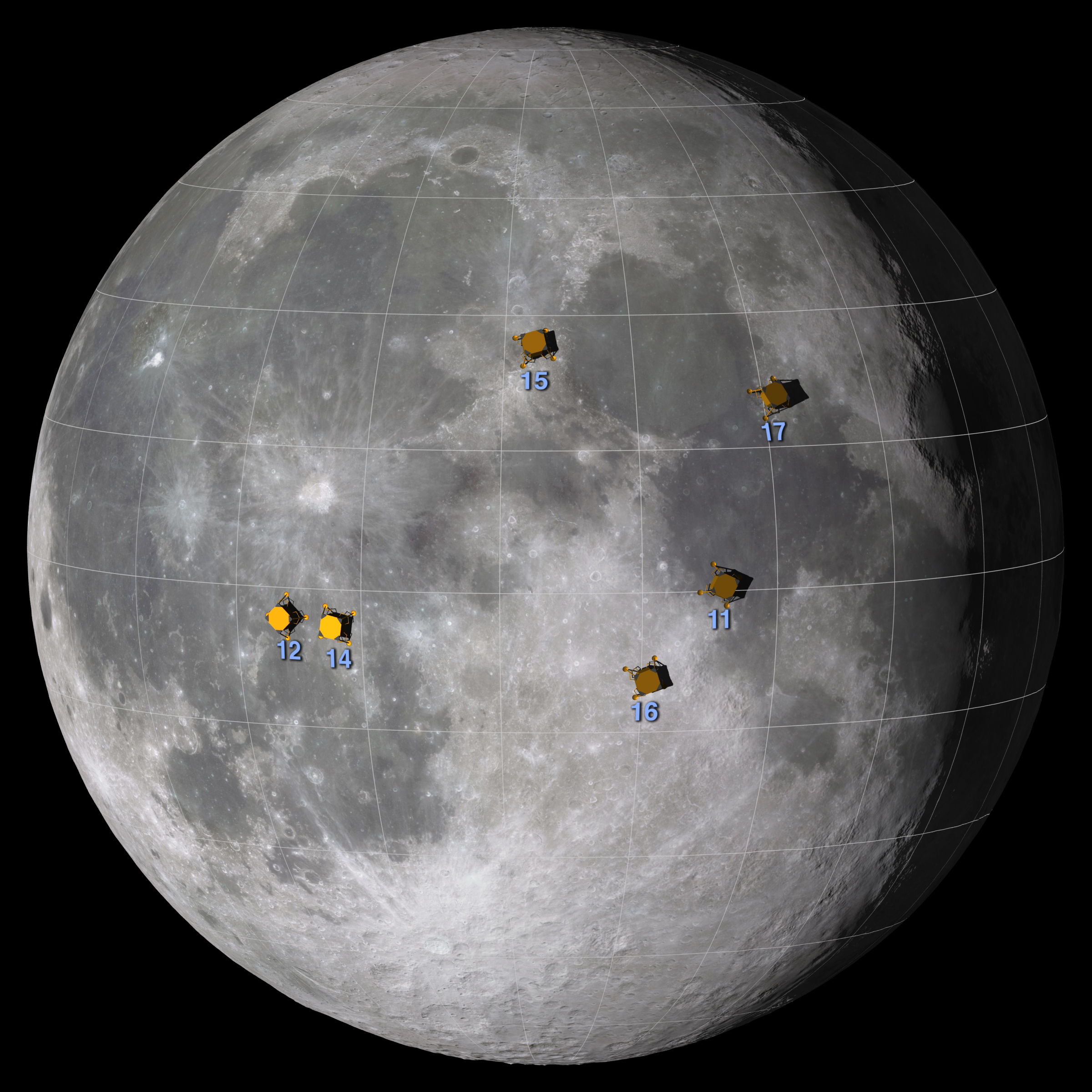
Landeplätze der Apollo-Missionen

Insgesamt haben in den Jahren von 1969 bis 1972 zwölf US-amerikanische Raumfahrer den Mond betreten.
| Missions- name | Mondlandung         | Mondlandung    | Astronaut(en)                                       | Astronaut(en)               |
| Missions- name | Ausstieg am         | Verweildauer 1 | auf dem Mond                                        | im Mondorbit                |
| -------------- | ------------------- | -------------- | --------------------------------------------------- | --------------------------- |
| Apollo 11      | 21. Juli 1969 UTC 2 | 0 d 21:36 h    | Neil Armstrong (1930–2012) Buzz Aldrin (* 1930)     | Michael Collins (1930–2021) |
| Apollo 12      | 19. Nov. 1969       | 1 d 07:31 h    | Charles Conrad (1930–1999) Alan Bean (1932–2018)    | Richard Gordon (1929–2017)  |
| Apollo 14      | 5. Feb. 1971        | 1 d 09:30 h    | Alan Shepard (1923–1998) Edgar Mitchell (1930–2016) | Stuart Roosa (1933–1994)    |
| Apollo 15      | 30. Juli 1971       | 2 d 17:54 h    | David Scott (* 1932) James Irwin (1930–1991)        | Alfred Worden (1932–2020)   |
| Apollo 16      | 20. Apr. 1972       | 2 d 23:02 h    | John Young (1930–2018) Charles Duke (* 1935)        | Ken Mattingly (1936–2023)   |
| Apollo 17      | 11. Dez. 1972       | 3 d 02:59 h    | Eugene Cernan (1934–2017) Harrison Schmitt (* 1935) | Ron Evans (1933–1990)       |

## Geplante Mondlandungen
Für die 2020er Jahre planen unter anderem Indien, Südkorea und Japan sowie Privatunternehmen aus mehreren Ländern unbemannte Mondlandungen.[veraltet] Zudem kündigte die Nationale Raumfahrtbehörde Chinas den Aufbau ihrer Internationalen Mondforschungsstation an, die, anders als der Name suggeriert, keine Station ist, sondern ein integriertes System mit über die gesamte Mondoberfläche verteilten Komponenten.
In den USA ist mit dem Artemis-Programm der NASA ein Nachfolgeprojekt zu Apollo in Vorbereitung, das unter optimistischen Annahmen eine erste Landung für 2024 mit der Mission Artemis 3 vorsah. Erklärte Ziele sind der erste Besuch einer Frau auf der Mondoberfläche und die erste bemannte Erkundung der Südpolregion. 2021 kündigte die NASA an, den Termin mindestens auf 2025 verschieben zu müssen. Anfang 2024 folgte eine weitere Verschiebung auf frühestens 2026.
Weitere Mondlandeprojekte sind in der Liste der geplanten Mondmissionen und beim Thema Monderkundung aufgeführt und erläutert.

## Sonstiges
Das Wort „Mondlandung“ wurde Ende des 20. Jahrhunderts in die Aufstellung der 100 Wörter des 20. Jahrhunderts aufgenommen.

## In der Popkultur

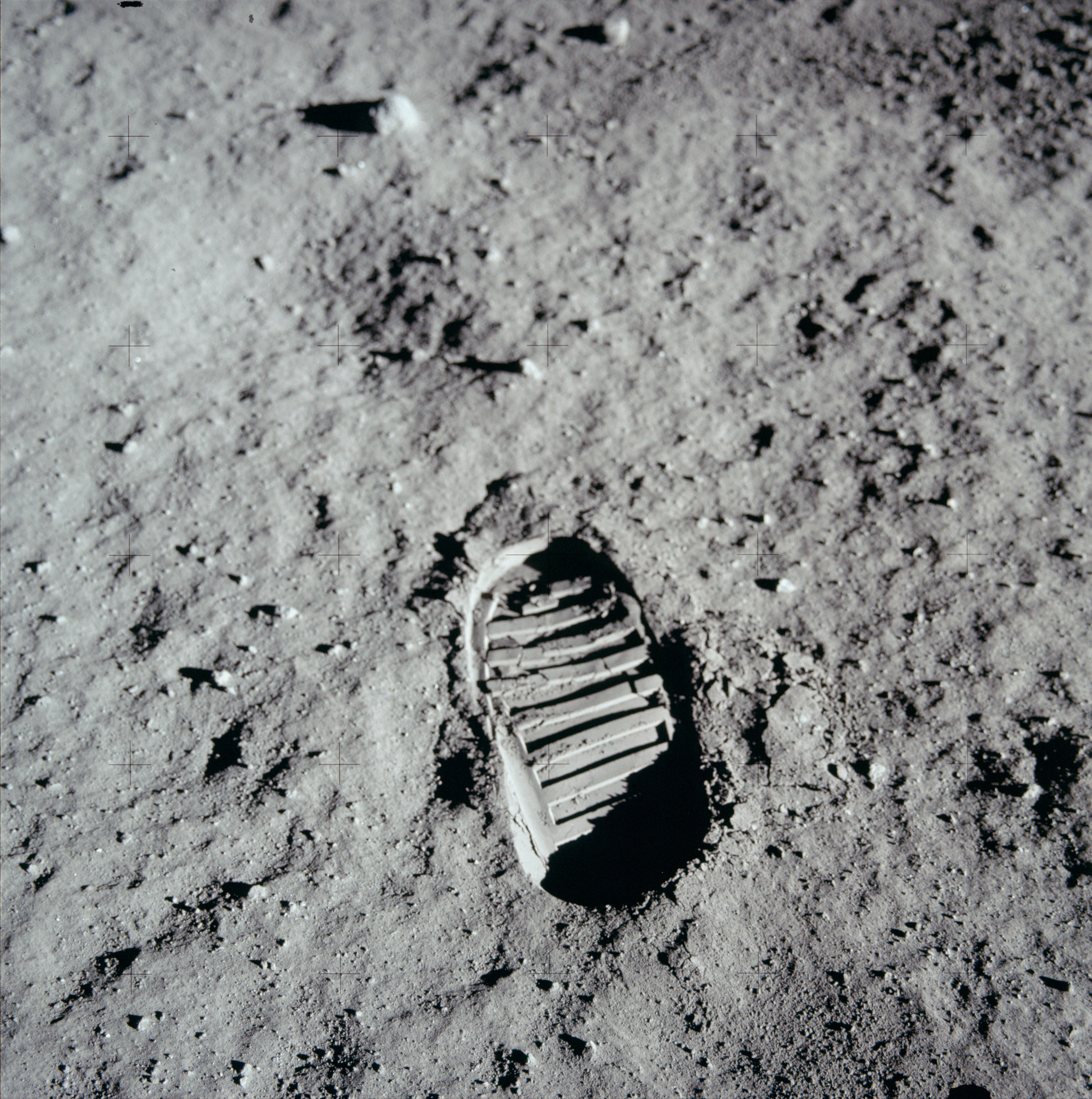
Aldrins Fußabdruck auf dem Mond vom 21. Juli 1969

Das Cover-Titelbild der CD-Single des Liedes More Than This von Peter Gabriel aus dem Jahr 2002 wurde von Marc Bessant gestaltet. Es zeigt ein Foto mit einem Fußabdruck des Astronauten Buzz Aldrin auf der Oberfläche des Mondes von der ersten bemannten Mondlandung Apollo 11 des Apollo-Programms der NASA. Die Idee dazu stammt aus einem Buch aus Gabriels Besitz mit dem Titel Full Moon, das neue Scans von einigen der 32.000 Negativen der Apollo-Missionen enthielt. Bessant schlug das Bild deshalb vor, weil es nicht nur ein anerkanntes Bild menschlicher Bemühungen ist, sondern weil das Abenteuer der Mondlandung aus der Neugier und dem Bedürfnis der Menschen mehr zu erfahren, entstanden sind.